# 克里斯托夫·勒迈尔
克里斯托夫·勒迈尔（法語：Christophe Lemaire；1965年4月12日—）是一名法国时装设计师，于1991年成立并于2014年开始经营同名品牌「Lemaire」。勒迈尔曾任爱马仕、拉科斯特创意总监，以极简风格的设计以及与日本品牌优衣库合作的U系列而闻名。

## 生平

### 早年经历
1965年4月12日，勒迈尔出生于法国贝桑松。他成长在一个「典型的法国资本家家庭」（typical French bourgeois family），就读于蓬图瓦兹的寄宿学校，高中毕业后通过文学预科班升入法学院。他的叔叔罗伯特·卡耶（法語：Robert Caillé）是时尚杂志《Vogue France》的出版商，与叔叔的交流使他对时尚行业有了初步的了解。

### 时装设计
勒迈尔认为自己对时尚的兴趣被山本耀司和川久保玲所激发，他在17岁时曾与伊莎贝尔·玛兰（Isabel Marant）一起设计时装并放到商店寄售。20世纪80年代中期，两人还合作举办了一次小范围时装秀。
由于没钱支付房租，勒迈尔找到了一份在Thierry Mugler担任助理造型师的工作，后来又加入了圣罗兰和克里斯蒂安·拉克鲁瓦同名品牌。但他曾在一次2010年的采访表示并不喜欢当时的工作：「我在那个时候都想退出时装圈了，因为我感觉我不是同性恋，我对时装秀也没兴趣，所以可能我选择这行就就是个错误。我感觉自己像是个局外人。我对街头风很感兴趣，但那时候的高级定制和大众市场之间像是完全对立的，只能选一边。」（At one point, I was about to stop fashion. I felt like, because I wasn't gay and wasn't obsessed with fashion shows, that maybe I was not doing the right thing. I felt like an out-sider. I was interested in street style. At that time there seemed to nothing between couture and mass market fashion, just one or the other.）
为了创造一些在高级定制服装与大众市场之间的时尚产品，勒迈尔于1991年成立了同名个人品牌「Lemaire」并发布女装系列，随后在1995年推出了男装系列。1992年，Lemaire赢得ANDAM时尚奖。
2000年，勒迈尔入职拉科斯特并在2001年开始担任拉科斯特的艺术总监，Lemaire随着勒迈尔忙于拉科斯特无暇经营而陷入停滞期。勒迈尔将街头时尚元素引入拉科斯特，重塑了拉科斯特80年代的学院风形象，这使勒迈尔首次在行业内获得认可。
在拉科斯特工作十年后，勒迈尔在2010年跳槽爱马仕担任女装创意总监，取代让-保罗·高缇耶，由于勒迈尔相对缺乏经验，这一任职惊讶了时装业界。 勒迈尔在爱马仕任职四年，为品牌带来了自己标志性的极简主义风格。2014年，勒迈尔离职爱马仕，开始专注与合伙人莎拉·灵-陈（Sarah Linh-Tran）发展个人品牌。Lemaire在勒迈尔离职后发展迅速，2015年盈利7百万欧元，使品牌得到法国国家投资银行的投资。 
2015年3月，勒迈尔宣布将与日本快时尚品牌优衣库进行合作，推出了名为「Uniqlo U」的合作系列，该系列设计总部位于优衣库巴黎研发中心，由勒迈尔担任艺术总监。截至2018年，Lemaire的收入达到1400万美元。同年，优衣库的母公司迅销集团收购了该品牌少数股权。

## 设计风格
勒迈尔以不随潮流起伏、实用性高的极简主义为主要设计理念，他的设计受日本时尚和文化的影响，比起「华丽的视觉效果」更强调适合日常穿着的体验。